# Wolfmond Production
Wolfmond Production ist ein Plattenlabel aus Frankenberg/Sachsen im deutschen Bundesland Sachsen, das vor allem Künstler des Genres (Depressive) Black Metal verlegt. Auf Discogs ist für das Werk mit der Katalognummer WP 001 das Jahr 2014 angegeben. Das Label veröffentlichte auch mehrere Auflagen des Samplers MondscheinMassaker, darunter Vol. 1 mit Runenwacht und Vol. 3 mit Draugûl.
Betreiber des Labels ist der Musiker Mustex, der zusätzlich in der Band Transzendenz aktiv ist.

## Veröffentlichungen (Auswahl)
- Absolutus – Pugnare In Iis Quae Obtinere Non Possis (2015)
- Asgard – Leuchtenstadt (2021)
- Draugûl – Plagueweaver (2019, EP)
- Gyötrelem – A Halál Időtlen Óceánja (2021)
- Sacrimoon – Reflections of My Suicide Melancholy (2015)
- Siechtum – ...durch die Augen einer gequälten Seele (2018)
- Die Schwarze Sonne – Tod und Melancholie (2021)
- Tempers Creature – Exstinctio Luminis (2021)